# 小笠原聖展
小笠原 聖展（おがさわら きよのぶ）は日本のアートディレクター、イラストレーター。

## 経歴・人物
ビクターエンターテイメント、株式会社DONUTSからリリースされているスマートフォン向けアプリケーションゲーム『Tokyo 7th シスターズ』通称『ナナシス』のアートディレクターとしてプロデューサーである茂木伸太郎と並びクレジット表記されている。
主にゲームイラストやＣＤジャケットのデザインを担当している。CDの表記は『Kiyonobu Ogasawara』。
イラストレーターやキャラクターデザイナーとしては「おかざきみつき」名義にて活動しており、茂木伸太郎が卒業後、同一人物であると本人のSNSにて公表され明らかになった。

## 主な作品

### ゲーム
- Tokyo 7th シスターズ（DONUTS）アートディレクター

### 同人誌
- ハジマリノヒノスコシマエ[4]
- OMOIDE IN MY HANDS

### CDジャケット
＊CDブックレットでの表記は『Kiyonobu Ogasawara』
- Tokyo 7th シスターズ 1stミニアルバム『t7s Longing for summer』
- Tokyo 7th シスターズ 1stフルアルバム『H-A-J-I-M-A-L-B-U-M-!!』
- 777☆SISTERS 1stシングル『僕らは青空になる / FUNBARE☆RUNNER』
- Tokyo 7th シスターズ オリジナルサウンドトラック『t7s The Things She Loved』
- t7s HALLOWEEN EP『-Zero / TREAT OR TREAT?』
- 777☆SISTERS 2ndシングル『Snow in "I love you"』
- Le☆S☆Ca 1stシングル『YELLOW』
- セブンスシスターズ 1stシングル『SEVENTH HAVEN』
- Tokyo 7th シスターズ 2ndアルバム『Are You Ready 7th-TYPES??』
- The QUEEN of PURPLE 1stシングル『TRIGGER/Fire and Rose』
- KARAKURI / 4U New EP『Winning Day / Lucky☆Lucky』
- Le☆S☆Ca 2ndシングル『トワイライト』
- Tokyo 7th シスターズ New single with MV Blu-ray『t7s Longing for summer Again And Again〜ハルカゼ〜』
- セブンスシスターズ 2ndシングル『WORLD'S END』
- 777☆SISTERS 4thシングル『スタートライン / STAY☆GOLD』
- Tokyo 7th シスターズ Live CD『t7s 3rd Anniversary Live 17'→XX -CHAIN THE BLOSSOM- in Makuhari Messe』
- 4U 1stミニアルバム『The Present “4U”』
- Ci+LUS 1stシングル『シトラスは片想い』
- Tokyo 7th シスターズ 3rdアルバム『THE STRAIGHT LIGHT』
- The QUEEN of PURPLE デジタルシングル 『Clash!!!』
- KARAKURI デジタルシングル 『AMATERRAS』
- CASQUETTE’S 1stシングル『SHOW TIME』
- 777☆SISTERS Memorialシングル『MELODY IN THE POCKET』
- Tokyo 7th シスターズ Live CD『Tokyo 7th Sisters Memorial Live in NIPPON BUDOKAN “Melody in the Pocket”』
- 七花少女 1stシングル『花咲キオトメ』
- Ci+LUS 2ndシングル『TRICK』
- AXiS 1stシングル『HEAVEN'S RAVE』
- The QUEEN of PURPLE 1stアルバム『I'M THE QUEEN』
- Le☆S☆Ca 3rdシングル『ミツバチ』
- 777☆SISTERS 5thシングル『NATSUKAGE -夏陰-』
- Tokyo 7th シスターズ Live CD『t7s 4th Anniversary Live -FES!! AND YOUR LIGHT- in Makuhari Messe』
- 七咲ニコル Digital Single 『光』
- t7s オリジナルサウンドトラック 2.0 -The Things She Left-
- 七花少女 / CASQUETTE’S split single『マイ・グラデイション / SCARLET』
- SEASON OF LOVE 1st Single『Fall in Love』
- 4U / KARAKURI 2039 3rd Split Single『LOVE AND DEVIL / アイノシズク』
- Le☆S☆Ca 1st MINI ALBUM『Le☆S☆Ca』
- Tokyo 7th シスターズ Live CD『t7s 5th Anniversary Live -SEASON OF LOVE- in Makuhari Messe』
- t7s オリジナルサウンドトラック 3.0『-The Things She Treasured-』
- 777☆SISTERS New single『Across the Rainbow』
- オリジナルサウンドトラック『『Tokyo 7th シスターズ -僕らは青空になる-』 オリジナルサウンドトラック』
- Tokyo 7th シスターズ 4th Album『IT'S A PERFECT BLUE』
- t7s オリジナルサウンドトラック 4.0『-The Things She Always Loves-』
- Tokyo 7th シスターズ Memorial Best Album『Summer of t7s』[5]

### BD/DVD
- t7s 1st Anniversary Live 15'→34'『H-A-J-I-M-A-L-I-V-E-!!』
- t7s 2nd Anniversary Live 16'→30'→34' -INTO THE 2ND GEAR-
- t7s 3rd Anniversary Live 17'→XX -CHAIN THE BLOSSOM- in Makuhari Messe
- 4U 1st Live!!!「The Pres“id”ent 4U」in Osaka & Tokyo
- Tokyo 7th Sisters Memorial Live in NIPPON BUDOKAN “Melody in the Pocket”
- t7s 4th Anniversary Live -FES!! AND YOUR LIGHT- in Makuhari Messe
- t7s 5th Anniversary Live -SEASON OF LOVE- in Makuhari Messe
- Tokyo 7th シスターズ Live - NANASUTA L-I-V-E!! - in PIA ARENA MM

### アニメ
- Tokyo 7th シスターズ New single with MV Blu-ray『t7s Longing for summer Again And Again〜ハルカゼ〜』